# Constantin Bobescu
Constantin Bobescu sau Constantin Bobesco (n. 21 mai 1899, Reni, Basarabia, Imperiul Rus – d. 26 mai 1992, Sinaia, Prahova, România) a fost un violonist, dirijor, compozitor și profesor de muzică român, membru al Uniunii Compozitorilor și Muzicologilor din România.

## Date personale
Constantin Bobescu a fost fiul lui Aron Leon Boba (1856–1915), interpret, actor și regizor artistic, devenit ulterior Bobescu, din Rădești și al actriței Adolphine Alexandrescu. Frații lui au fost compozitorul și dirijorul Aurel Bobescu (1885–1982), actrița Eleonora Bobescu și violonistul și dirijorul Jean Bobescu (1890–1981). Violonista Lola Bobescu (1921–2003) a fost fiica lui Aurel Bobescu.
A fost căsătorit cu Jana Bobescu și au avut împreună două fiice, Rodica Bobescu, regizor muzical la radio și televiziune și Sanda Bobescu, pianistă și profesoară de muzică la Conservatorul din București.

## Activitate muzicală
Între anii 1908–1912 a studiat vioara și compoziția la Universitatea de Națională de Arte „George Enescu” din Iași, sub îndrumarea profesorului Eduard Caudella. Apoi, până în 1916 a studiat la Școala de Artă „Cornetti” din Craiova, vioară cu fratele său Jean Bobescu, teorie muzicială cu Ion Soloviu și armonie muzicală cu George Fotino.
Din 1918 până în 1927 a fost violonist la Orchestra Simfonică „George Enescu” din Iași și a debutat în 1918 ca solist în concertul pentru vioară în mi major de Johann Sebastian Bach. Între 1926–1927 a studiat la Școala de Canto din Paris cu profesorii Guy de Lionourt (contrapunct), Paul Le Flem (armonie), Nestor Lejeune (vioară) și Vincent d’Indy (compoziție muzicală).
A fost profesor de vioară la Conservatorul din Cernăuți în anii 1927–1928, iar apoi, până în 1935, a fost profesor de vioară și director al Conservatorului „Astra” din Brașov. În perioada 1935–1972 a fost dirijor la Radiodifuziunea Română din București. Din 1940 până în 1946 a fost membru al celui de-al doilea cvartet de coarde al lui George Enescu.
A concertat în Franța, Belgia, Bulgaria, Cuba, Mexic, Spania, URSS și Iugoslavia. A înregistrat discuri ca violonist și dirijor la casa de de discuri Electrecord. A scris articole de critică muzicală în ziarele Gazeta Transilvaniei, Scînteia și în revista Muzica.

## Distincții
- Ordinul Muncii clasa a III-a (7 mai 1954) „pentru merite deosebite în domeniul radiodifuziunii”[9]
- titlul de „Artist Emerit al Republicii Populare Romîne” (7 mai 1955) „pentru merite deosebite în activitatea artistică și pentru merite deosebite în domeniul radiofoniei”[10]
- Ordinul Muncii clasa a II-a (25 mai 1959) „cu prilejul împlinirii vîrstei de 60 de ani, pentru merite artistice deosebite”[11]
- Ordinul „Meritul Cultural” clasa a II-a (12 septembrie 1968) „pentru merite deosebite în activitatea muzicală”[12]

## Opere
Constantin Bobescu a compus patru opere, pentru care a scris și libretul:
- Zobail (1929), operă cu un singur act, după George Coșbuc; premiera a avut loc în 1930, la Opera Națională Română din Cluj-Napoca, dirijor Jean Bobescu
- Trandafirii roșii (1934), operă în trei acte, libretul după Zaharia Bârsan; premiera a avut loc în 1937, la Opera Națională Română din Cluj-Napoca, dirijor Jean Bobescu
- Ioan Botezătorul (1939), operă în cinci acte, libretul după Hermann Sudermann; premiera a avut loc în 1939, la Radiodifuziunea Română din București, dirijor Constantin Bobescu
- Gaițele (1980), operă în trei acte, după Alexandru Kirițescu

De asemenea, a compus muzică de cameră, muzică corală, muzică vocal-simfonică, dar și pentru filme. A transcris și prelucrat lucrări ale altor compozitori, precum Ludwig van Beethoven, Johann Sebastian Bach, Frédéric Chopin, Antonín Dvořák, César Franck, Gaetano Pugnani, Ciprian Porumbescu, Arcangelo Corelli, Francesco Maria Veracini, Giovanni Battista Vitali, Manuel de Falla, Iosif Ivanovici și Grigoraș Dinicu.

### Muzică vocal-simfonică
- El Zorab (1916) – baladă pentru soliști, cor și orchestră
- Zobail (1926) – baladă pentru voce și orchestră
- Trei Doamne și toți trei (1936) – baladă pentru bas și orchestră
- Ziua cea de-apoi (1935) – poem pentru soliști, cor și orchestră pe text de Constantin Bobescu
- Mânzul năzdrăvan (1949)
- Poveste din pădure (1953)
- Regina Ostrogoților (1957) – poem dramatic pentru cor, soliști și orchestră
- Drum spre fericire (1978) – poem coregrafic simfonic pentru soliști, cor și orchestră

### Muzică simfonică
- Fatma (1924)
- Suită pentru orchestră de coarde (1935)
- Trei schițe simfonice (Hașiș, Lunaticul și Paiața) (1936)
- Noapte sfântă (1940)
- Rapsodia romană nr. 1 în Do Major (1948)
- Rapsodia romană nr. 2 în Sol Major (1950)
- Joc moldovenesc (1950)
- Joc din Vlașca (1953)
- Eroii Jiului (1959)

## Discografie
- Mozart/Bach, opere de Mozart și Bach, împreună cu Lola Bobescu și dirijor Constantin Bobescu, Orchestra Simfonică a Radioteleviziunii Române, Electrecord, București, 1964[13]
- N. Buicliu, opere de Nicolae Buicliu, dirijor Constantin Bobescu, Orchestra Simfonică a Radioteleviziunii Române, Electrecord, București[14]
- Poveste din pădure, compozitor Constantin Bobescu, înregistrată la Radiodifuziunea Română din București, dirijor Ludovic Bács, 1993[15]